# California (Gosaldo)
California era una frazione (672 m s.l.m.) del comune di Gosaldo, in provincia di Belluno, totalmente distrutta dall'alluvione del 4 novembre 1966.

## Storia
California sorse a metà Ottocento attorno ad una semplice osteria, chiamata Alla California con richiamo all'omonimo stato americano e alla corsa all'oro: da questo periodo, infatti, la zona, un tempo selvaggia e inospitale, cominciò ad essere frequentata per l'apertura di una miniera di mercurio. In seguito all'esaurimento delle risorse minerarie, anche questo paese conobbe il fenomeno migratorio verso l'estero ma, specialmente dal secondo dopoguerra, riuscì a risollevare la propria economia, grazie al turismo che la rese un luogo abbastanza frequentato. L'osteria si evolse in un albergo-ristorante, che rese questo luogo la meta ideale per chi cercava una vacanza tranquilla immersa nel verde. Sin dal 1921 California era efficacemente collegata tramite gli autobus di linea alle vicine Tiser e Don e alla Valbelluna, alla quale si accede tuttora tramite lo stretto e tortuoso Canale del Mis (la carrozzabile è del 1938).
In questo periodo, il paese aveva raggiunto le 150 anime. A conferma di ciò, nel 1960 la chiesa divenne parrocchiale.

### L'alluvione
Tutto si fermò la notte del 4 novembre 1966. Il diluvio dei giorni precedenti fece aumentare a dismisura la portata d'acqua del torrente Mis e del Gosalda, che si univano proprio in corrispondenza dell'abitato. La piena travolse tutto ciò che incontrò sul suo percorso, spazzando via completamente California e provocando gravissimi danni lungo tutta la Valle del Mis, compresa la distruzione, in più punti, della strada, ricostruita molti anni più tardi.
Gli abitanti si misero in salvo nelle frazioni più alte del comune. Più tardi il comune di Gosaldo offrì ai pochi rimasti (moltissimi dovettero stabilirsi altrove) alcuni terreni a Villa Sant'Andrea (località posta poco sopra Don), in quanto l'alluvione aveva segnato così profondamente la vallata, che fu impossibile il recupero dell'insediamento originale.

## Stato attuale
Oggi rimangono solo i ruderi delle case, che sorgono in mezzo al bosco ormai cresciuto tutto intorno. Una passerella, rimessa a nuovo da poco (al 03/8/2024 la passerella non esiste più), permette di attraversare il fiume per raggiungere i pochi resti rimasti. In quanto città fantasma, California è talvolta meta di escursionisti in visita al Parco nazionale delle Dolomiti Bellunesi, che si estende anche in questa zona.

## Galleria d'immagini

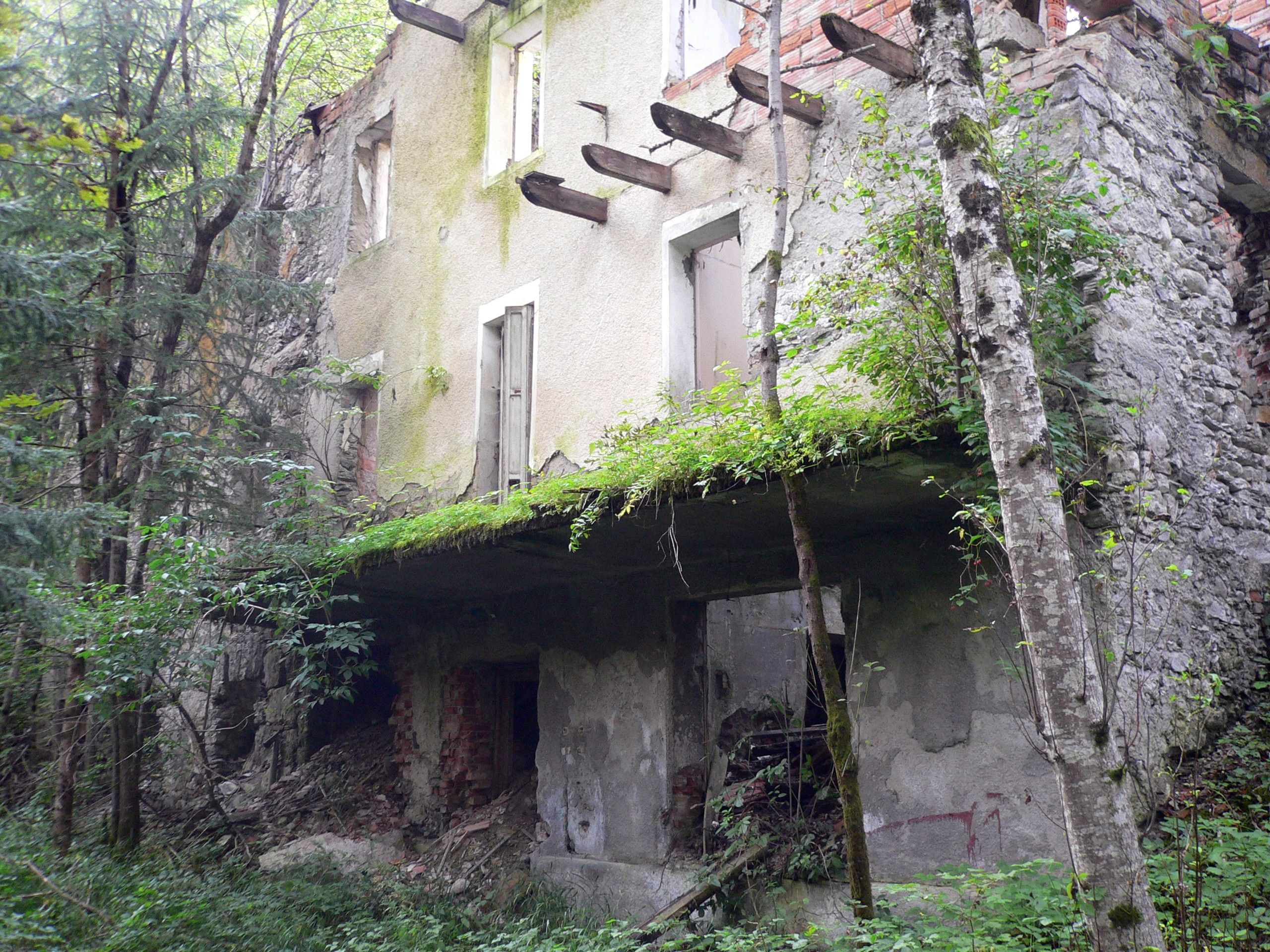
Ciò che rimane dell'albergo di California
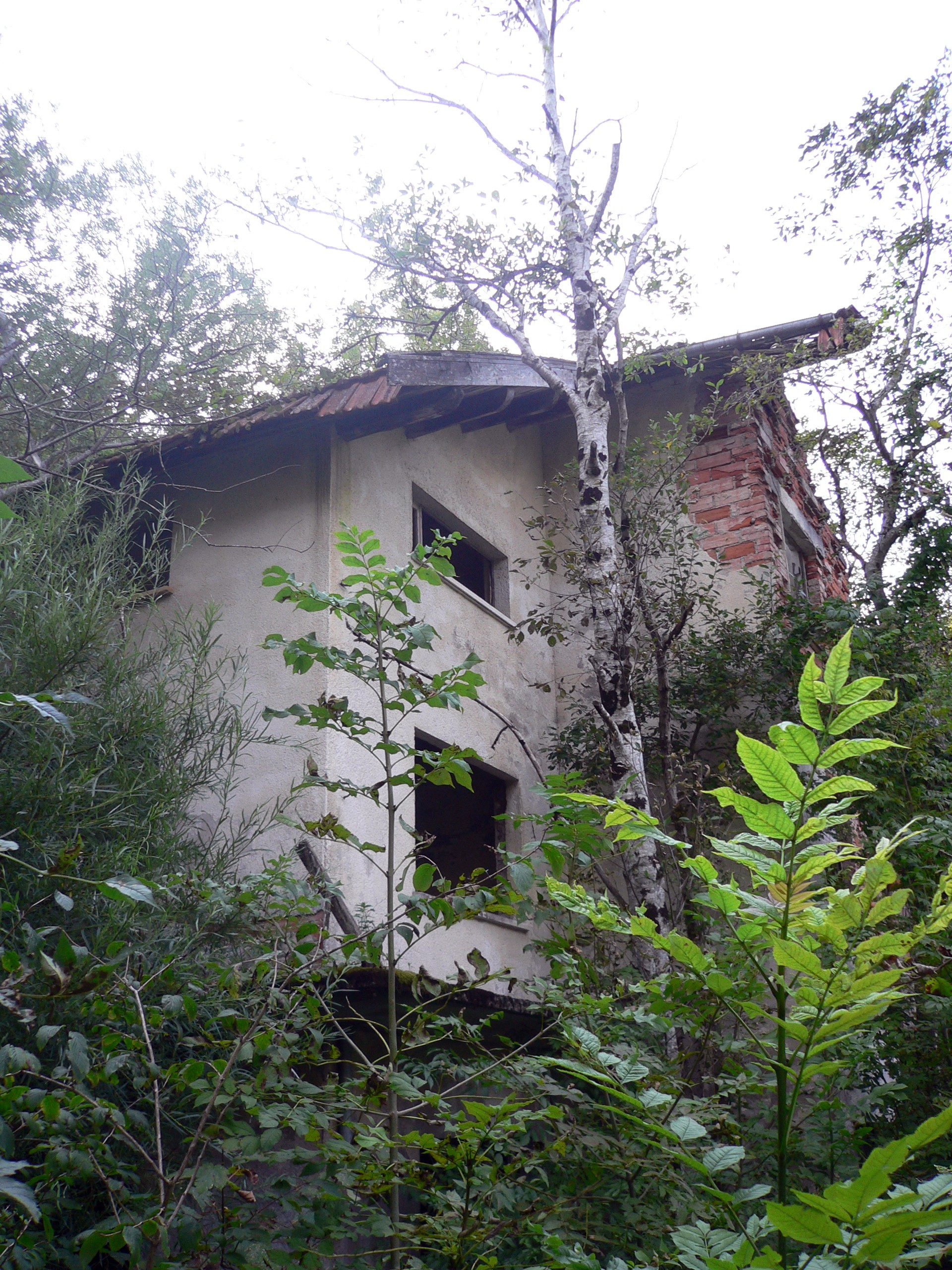
Resti di una casa di California
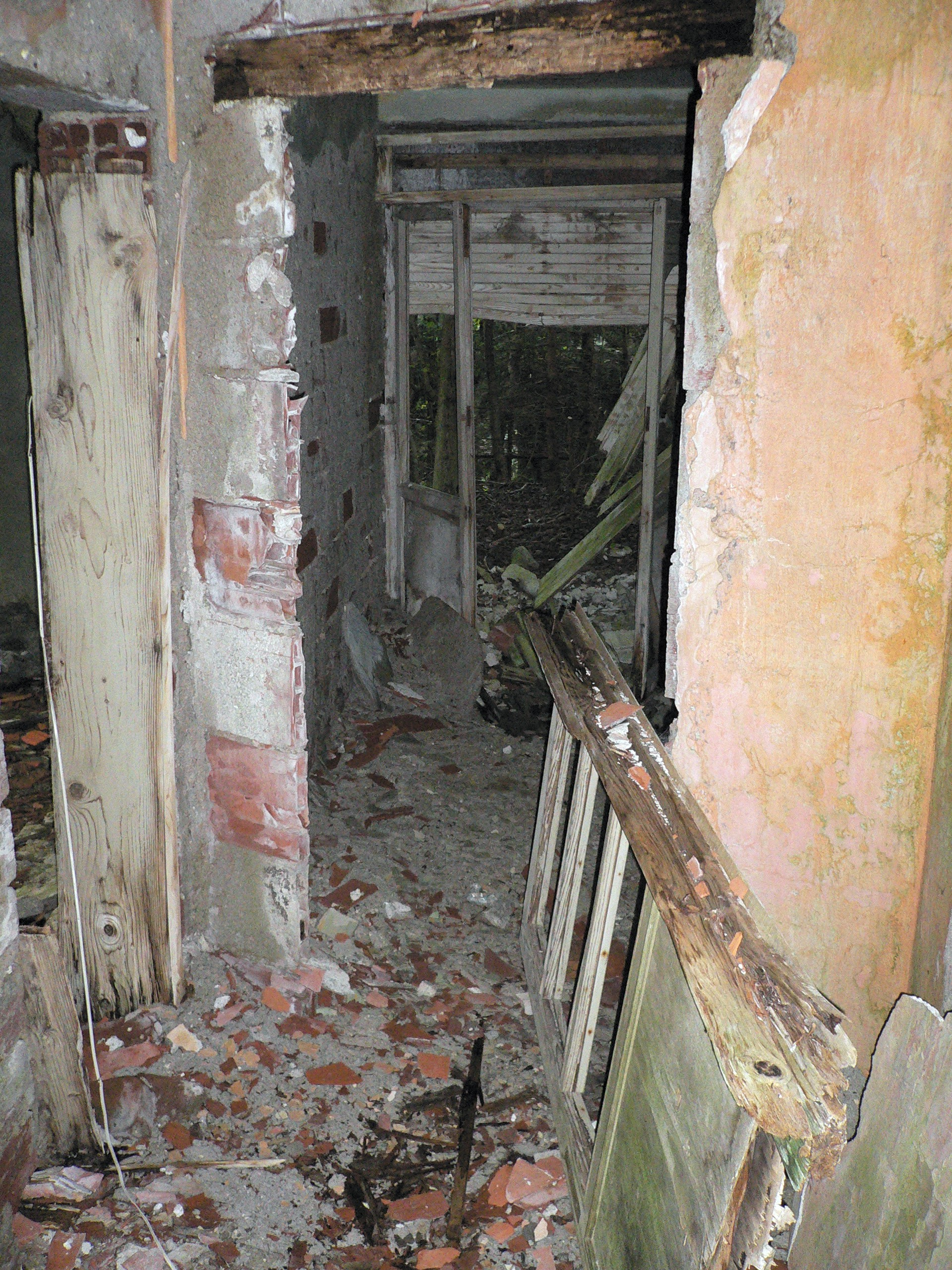
Interno di un'abitazione distrutta dall'alluvione
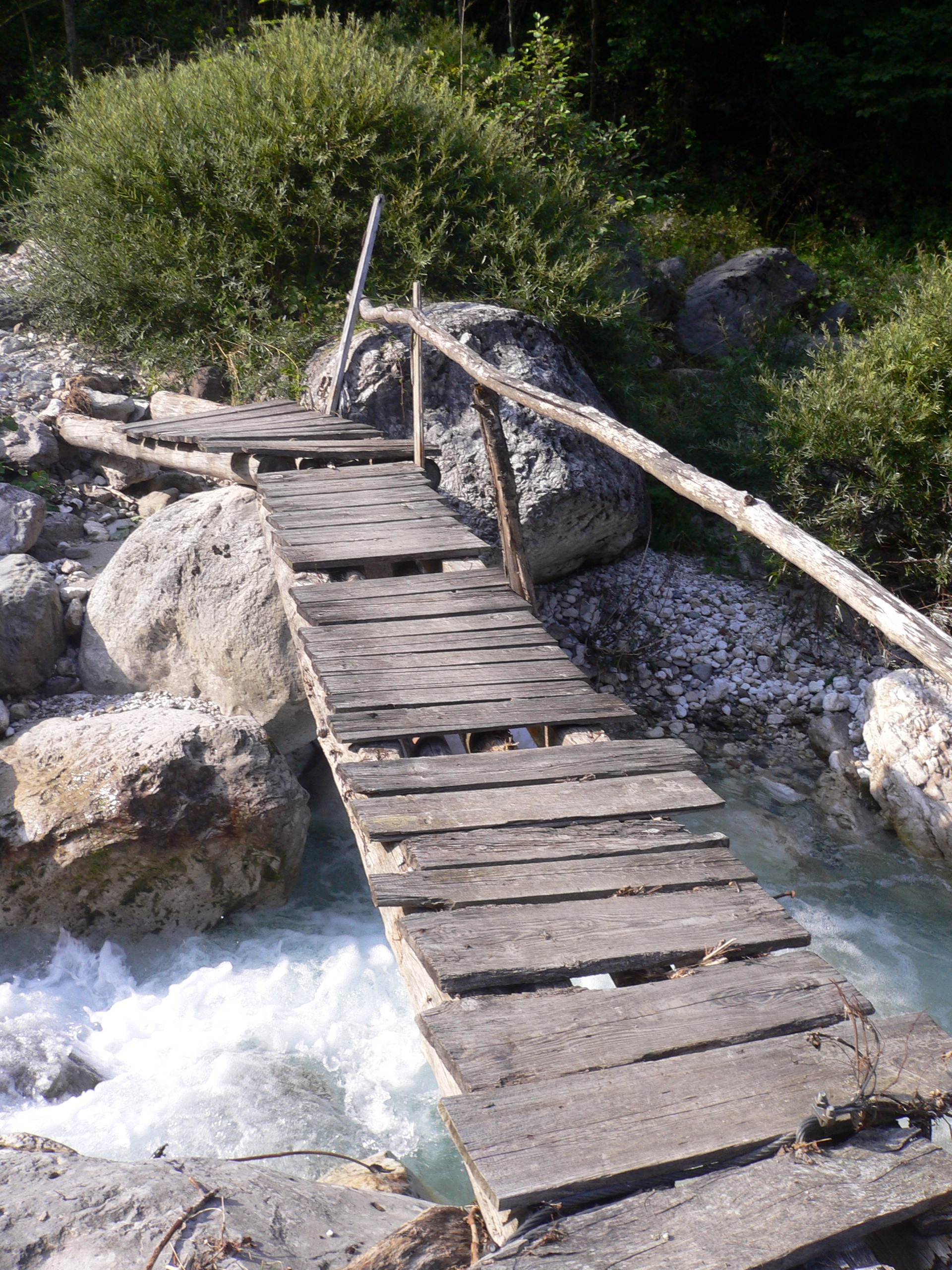
La passerella sul torrente Mis
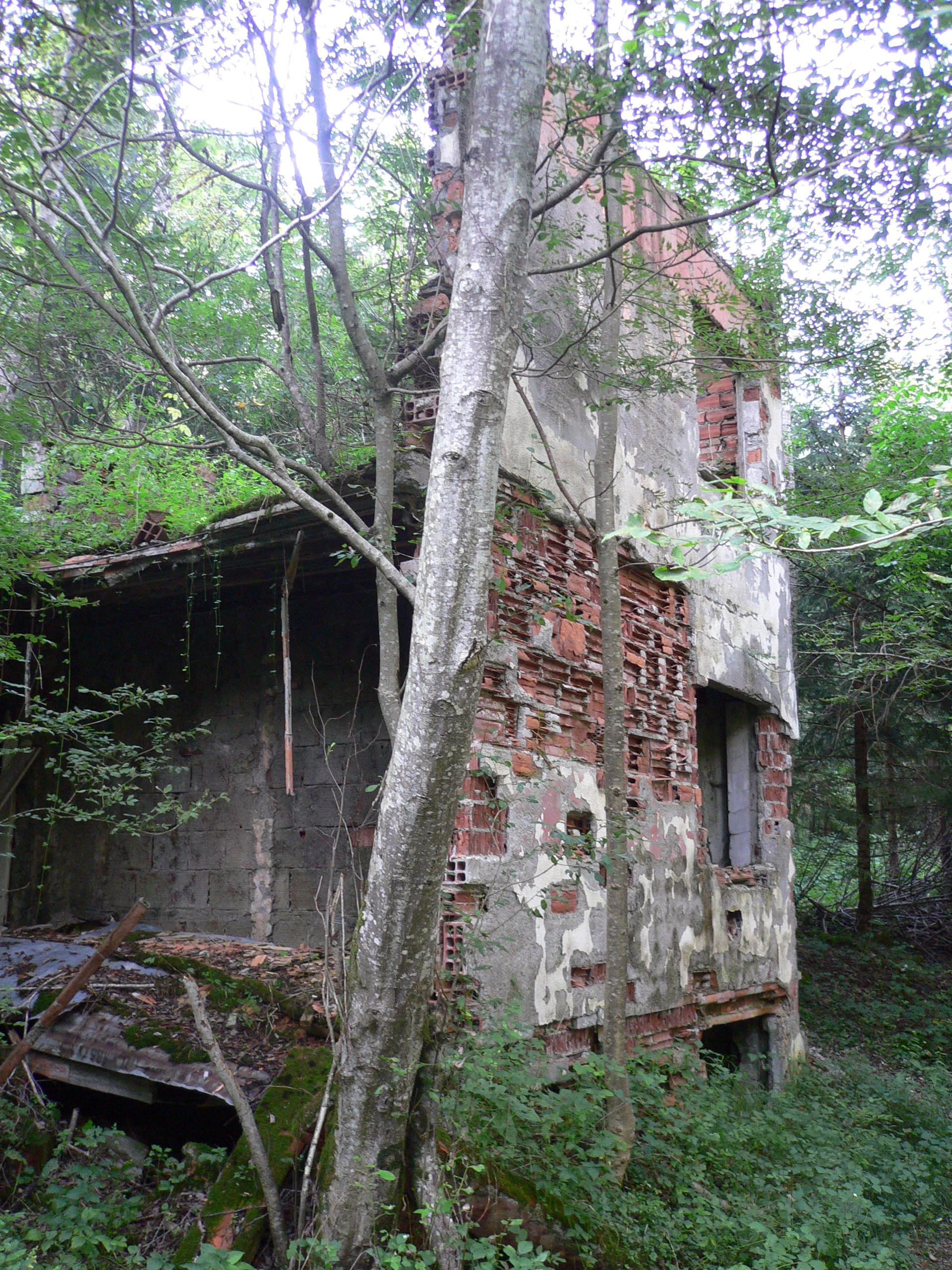
Il bosco ha ormai occupato il sito